# István Vaskúti
István Vaskúti, född den 4 december 1955 i Debrecen, Ungern, är en ungersk kanotist.
Han tog OS-guld i C-2 500 meter i samband med de olympiska kanottävlingarna 1980 i Moskva.